# Couche-Tard
Couche-Tard (voluit: Alimentation Couche-Tard Inc.) is een Canadees multinational en uitbater van gemakswinkels. De naam is Frans voor nachtuil.
Het bedrijf heeft in 2023 wereldwijd ruim 14.000 winkels. De winkels zijn te vinden in heel Canada, maar het opereert ook internationaal in 24 landen zoals de Verenigde Staten, Mexico, Rusland, China en bepaalde Europese landen.

## Geschiedenis

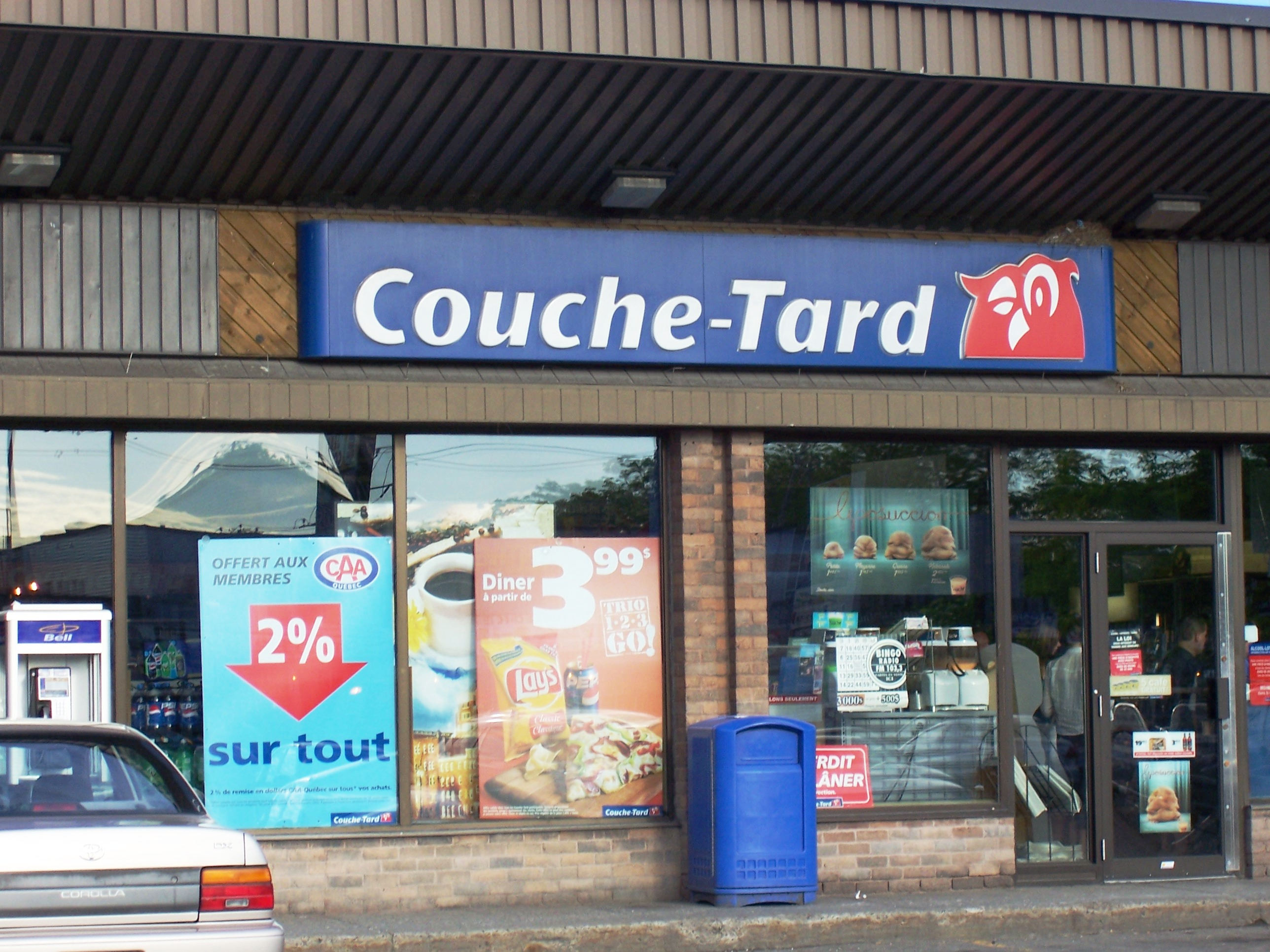
Een gemakswinkel van Couche-Tard in Montreal.

Zakenman Alain Bouchard opende zijn eerste gemakswinkel in 1980 in Laval. Vijf jaar later kocht hij 11 winkels in het gebied rondom Montreal en voegde deze samen tot de merknaam "Couche-Tard".
Het bedrijf brak in 2001 voor het eerst internationaal door in de Verenigde Staten met de aankoop van 172 Bigfoot-winkels.
In mei 2022 werd bekendgemaakt dat Couche-Tard plannen heeft voor de overname van het Britse EG Group. Met deze overname hoopt het moederbedrijf verder te kunnen groeien in de VS en in bepaalde Europese en Australische markten.
In maart 2023 nam Couche-Tard de Nederlandse, Duitse, Belgische en Luxemburgse tankstations van het Franse TotalEnergies over voor een bedrag van 3,1 miljard euro. Voor Nederland en Duitsland gaat het over een volledige overname, in België en Luxemburg over een meerderheidsbelang van 60%. De tankstations blijven nog minimaal vijf jaar TotalEnergies heten. Na de overname wordt Couche-Tard de op drie na grootste uitbater van pompstations in Nederland.

## Merknamen
In Canada zijn er winkels onder de namen Couche-Tard, Provi-Soir, Dépanneur 7 jours, Mac's, Mike's Mart, Becker's, Daisy Mart en Winks. Daarbuiten heeft of had het bedrijf ook winkels onder de merknamen On the Run, Mac's Convenience Stores, go!(Go Store), 7-jours, Dairy Mart, Becker's en Winks.
In Europa had Couche-Tard in 2022 ruim 2700 gemakswinkels en tankstations in Noorwegen, Zweden, Denemarken, Polen, Estland, Letland en Litouwen. Dat gebeurt onder de merknamen Circle K en Ingo. Dat aantal groeide vanwege de overname van TotalEnergies in 2023 naar 4900. Couche-Tard werd hiermee ook actief in Nederland, Duitsland, België en Luxemburg.

## Trivia
- De mascotte van het bedrijf heet Jandrice en is een antropomorfe rode uil met een knipoog.